# Standerdmolen Bergeijk
De Standerdmolen Bergeijk is een naamloze standerdmolen die zich bevindt aan de Ekkerstraat te Bergeijk.
Deze molen is een voormalige banmolen van de Abdij van Postel. De oudste vermelding dateert van 1330, maar de huidige molen is 18e-eeuws, waarschijnlijk uit 1758. In 1897 sloeg de bliksem in de molen, waarna hij hersteld is.
Sinds 1955 is de molen eigendom van de gemeente Bergeijk. In 1970 werd hij opnieuw bekleed. De decennia daarop raakte de molen in verval, en ook de omgeving veranderde door uitbreiding van de bebouwing. In 2003 werd de molen stilgezet, vanwege de slechte toestand van de wieken. In 2005 werd de molen gerestaureerd en teruggebracht in de staat van 1930.
De molen is, dankzij vrijwillige molenaars, weer in gebruik als korenmolen. Hij heeft een gaaf interieur waarin nog vele inscripties te vinden zijn uit vroeger tijden.